# Henri Vaugeois
Pour les articles homonymes, voir Vaugeois.
Henri Vaugeois, né le 25 avril 1864 à L'Aigle (Orne) et mort le 11 avril 1916 à Paris, est un militant nationaliste français et le cofondateur de la Revue d'Action française (1899) avec Maurice Pujo.

## Biographie
Henri Vaugeois était d'abord un professeur de philosophie de centre gauche, républicain (d'ailleurs descendant d'un prêtre jureur et défroqué, conventionnel régicide, Jean-François Gabriel Vaugeois). En tant que jeune bourgeois, il oscille « entre le marxisme allemand (hautement respecté, en raison de Hegel), et les idées de la Révolution françaises un peu amendées sur le terrain social ». Il appartient à un cercle d'intellectuels de gauche, l'« Union pour l'action morale », qui prit parti pour la défense du capitaine Dreyfus. Jusqu'à l'affaire, Henri Vaugeois est philosophiquement spinoziste et kantien, politiquement utopiste et républicain. Il se présente huit fois au concours de l'agrégation, sans succès.
À ce moment, par réaction nationaliste, Henri Vaugeois et Maurice Pujo quittèrent ce cercle pour fonder, le 8 avril 1898, le premier Comité d'Action française qui deviendra l'Action française. Charles Maurras adhéra à ce mouvement et convertit beaucoup de ses membres à l'idée monarchique. En 1908, la Revue d'Action française (mensuelle) change de nom pour devenir L'Action française, journal quotidien (sous la direction de Maurras).
Vaugeois continua de contribuer à l'organe du « nationalisme intégral » et, dans la lignée germanophobe et revancharde du mouvement monarchiste, il dénonça le criticisme de Kant et le gain de popularité de la pensée allemande en France. À ce courant il oppose une morale chrétienne et traditionaliste. Plusieurs de ses écrits ont été publiés de façon posthume par ses confrères de l'Action française.
Il meurt d'une embolie au cœur le 11 avril 1916.

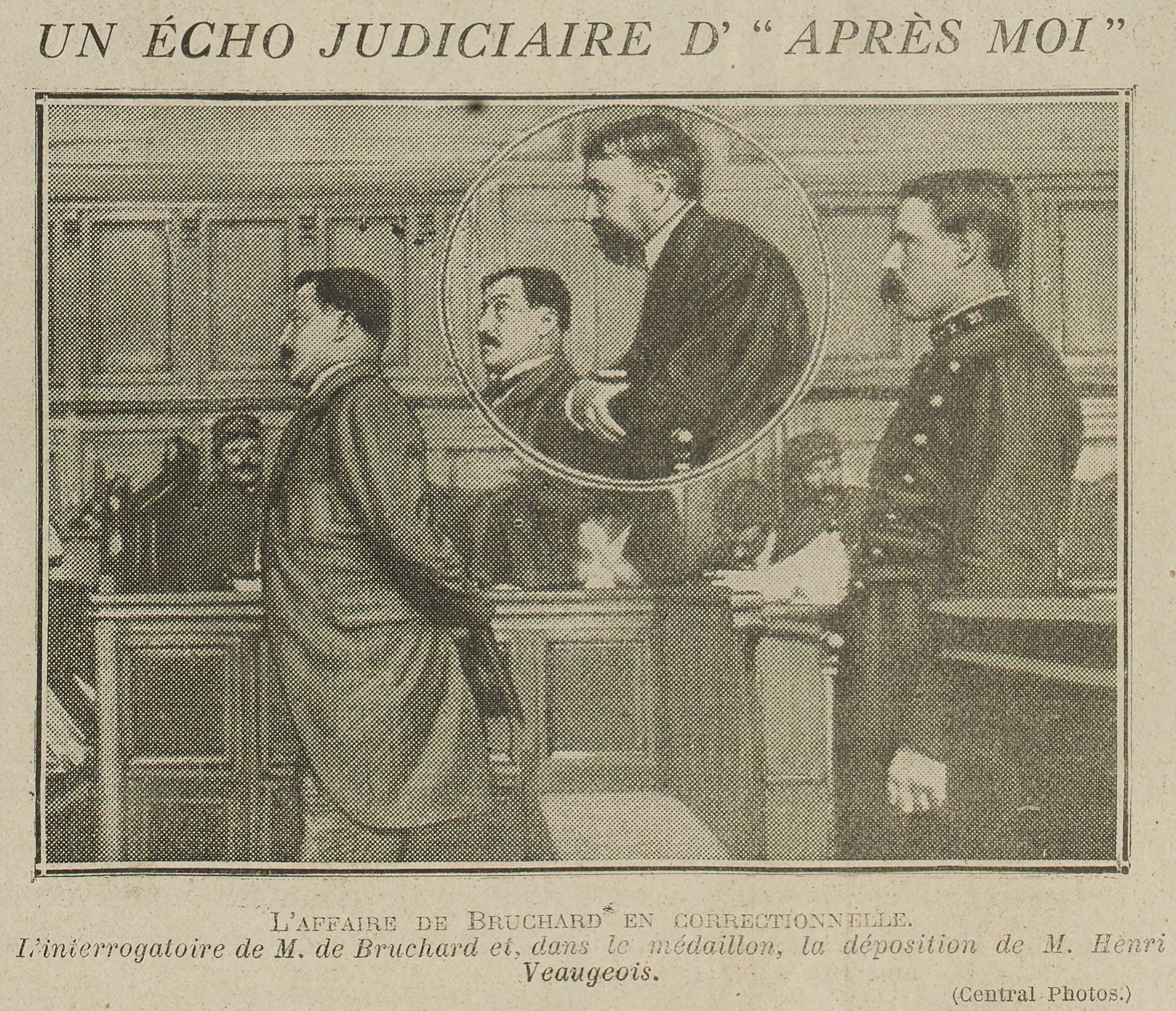
Déposition de Henri Vaugeois le 5 septembre 1911.

## Publications
- L'Action française, conférence du 20 juin 1899, Paris, Bureaux de l’Action française, 1899.
- Au Conseil supérieur de l'instruction publique, 21 décembre 1900, Paris, Bureaux de l’Action française, 1901.
- Un français chez le duc d’Orléans. (M. Vaugeois à Carlsruhe. Déclaration, discours de Mr le duc d’Orléans. La charte de San Remo. Maximes politiques du comte de Paris. Interview chez le comte de Lur-Saluces), Paris, Publications de la Gazette de France, 1901.
- Le Banquet de « l'Étape », 7 juillet 1902. Discours de MM. Henri Vaugeois et Paul Bourget. Lettre du Cte Eugène de Lur-Saluces (hommage au roman L’Étape de Paul Bourget), Paris, Bureaux de l’Action française, 1902.
- (avec Eugène de Lur-Saluces, Firmin Bacconnier, Ferdinand Beau), Ligue d'Action française, section de l'Orne. Grande réunion privée, donnée à Alençon, le 21 octobre 1906. Allocution de M. Ferdinand Beau, discours de MM. le Cte E. de Lur-Saluces, Bacconnier et Vaugeois, Alençon, Imprimerie alençonnaise, 1906.
- Notre Pays. Figures de France. Voyages d’Action française. Le temps de la guerre, Paris, Nouvelle Librairie nationale, 1916.
- La morale de Kant dans l’université de France, Paris, Nouvelle Librairie nationale, 1917 [lire en ligne].
- L'interrègne, 1793-19… La Fin de l'erreur française. Du nationalisme républicain au nationalisme intégral, Paris, Librairie de l’Action française, 1928.